# Eupagia robertsoni
Eupagia robertsoni är en fjärilsart som beskrevs av Louis Beethoven Prout 1925. Eupagia robertsoni ingår i släktet Eupagia och familjen mätare. Inga underarter finns listade i Catalogue of Life.